# Слуги дьявола на чёртовой мельнице
«Слуги дьявола на чёртовой мельнице» (латыш. Vella kalpi Vella dzirnavās) — историко-приключенческая комедия по роману Рутку Тева, снятая на Рижской киностудии в 1972 году.
Один из лидеров кинопроката СССР 1973 года — его посмотрело 30,5 млн зрителей.
Съёмки фильма проводились в усадьбе села Попе, Старой Риге, Рундальском дворце и мельнице Зелекской волости. Мельница, которая является важным элементом фильма, имеет свой прообраз, который находился в центральной части современной Риги. Историческая мельница, сыгравшая важную роль в 1621 году во время Шведско-Польской войны, называлась латыш. Māras (Marijas) dzirnavas (мельница Марас) и располагалась на берегах реки Марупите в районе пруда Марас. Здание мельницы было снесено в 1923-1924 годах во время реконструкции Риги.

## Сюжет
Продолжение фильма «Слуги дьявола». Трое неразлучных друзей, прозванных «Слугами дьявола», выкрадывают ключи от Риги, которые должны были быть переданы шведскому королю в знак полной капитуляции.

## В ролях
- Харальд Ритенбергс — Андрис
- Артур Экис — Петерис
- Эдуард Павулс — Эрманис
- Лолита Цаука — Рута
- Олга Дреге — Анна
- Байба Индриксоне — Лене (озвучивает Любовь Тищенко)
- Карлис Себрис — Самсон
- Эльза Радзиня — Гертруда
- Ингрида Андриня — Цецилия
- Улдис Ваздикс — молодой барон
- Эвалдс Валтерс — Экс
- Валентинс Скулме — генерал Свенсен (озвучивает Станислав Соколов)
- Волдемар Акуратерс — Розенкранц
- Эдгар Зиле — Салдерн
- Астрида Кайриша — Вероника

## Съёмочная группа
- Авторы сценария: Янис Анерауд, Александр Лейманис
- Режиссёр: Александр Лейманис
- Композитор: Раймонд Паулс
- Оператор: Мартиньш Клейнс
- Художник: Дайлис Рожлапа